# Miagrammopes intempus
Miagrammopes intempus es una especie de araña araneomorfa del género Miagrammopes, familia Uloboridae. Fue descrita científicamente por Chickering en 1968.
Habita en Panamá.